# Drymusidae
Los drimúsidos (Drymusidae) son  una familia de arañas araneomorfas, y que forma parte de la superfamilia de los escitodoideos (Scytodoidea) juntamente con periegópidos, escitódidos y sicáridos.
Se las conoce como false violin spiders (falsas arañas violín), por su similitud con los sicáridos, denominadas en inglés violin spiders (arañas violín). Su parecido con los sicàridos, más concretamente con la peligrosa Loxosceles, es morfológica, ya que, entre otras diferencias, los drimúsidos hacen telaraña, y no son peligrosas para el ser humano.
Su distribución comprende fundamentalmente el Caribe y Sur América, con dos especies encontradas en Sudáfrica.

## Sistemática
Con la información recogida hasta el 31 de diciembre de 2011, Drymusidae cuenta con un único género:
- Drymusa Simon, 1891 (Caribe, Sur América y Sudáfrica)

Según The World Spider Catalog 12.5:
- Drymusa armasi Alayón, 1981
- Drymusa canhemabae Brescovit, Bonaldo & Rheims, 2004
- Drymusa capensis Simon, 1893
- Drymusa colligata Bonaldo, Rheims & Brescovit, 2006
- Drymusa dinora Valerio, 1971
- Drymusa nubila Simon, 1891
- Drymusa philomatica Bonaldo, Rheims & Brescovit, 2006
- Drymusa producta Purcell, 1904
- Drymusa rengan Labarque & Ramírez, 2007
- Drymusa serrana Goloboff & Ramírez, 1992
- Drymusa silvicola Purcell, 1904
- Drymusa simoni Bryant, 1948
- Drymusa spectata Alayón, 1981
- Drymusa spelunca Bonaldo, Rheims & Brescovit, 2006
- Drymusa tobyi Bonaldo, Rheims & Brescovit, 2006